# Anaximandru

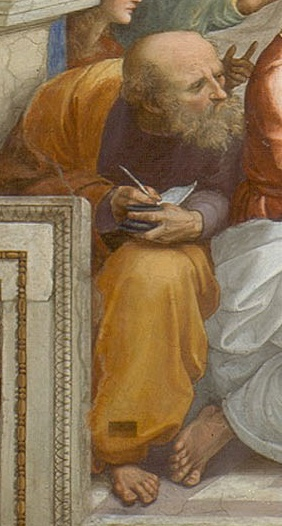
Anaximandru

Anaximandros din Milet (greacă: Αναξίμανδρος), redat uneori în limba română și ca Anaximandru sau Anaximander (n. 610 î.Hr., Milet, Ionia, Turcia – d. 546 î.Hr., Milet, Ionia, Grecia Antică) a fost un filozof grec, reprezentant al Școlii ioniene.
Asemenea dascălului și precursorului său Thales din Milet, Anaximandru posedă vaste cunoștințe în domeniul matematicii, astronomiei, științelor naturii și geografiei.

## Concepții filozofice
Ca și alți reprezentanți al școlii ioniene, Anaximandru a fost preocupat de căutarea originii lucrurilor, identificând în apeiron ( din a privativ, indicând absența și peras = limită, hotar) materia primordială care stă la baza universului.
Potrivit concepției sale, apeiron-ul este etern, indestructibil, nedefinit, în continuă mișcare, din el și în el apărând și dispărând toate elementele prin ciocnirea celor două stări – căldura și frigul. În comparație cu Thales, care considera apa ca elementul primordial, apeironul lui Anaximandru reprezintă o treaptă superioară de abstractizare, el fiind primul filosof ionian care încearcă să ofere, dintr-o perspectivă raționalist-materialistă, o viziune închegată, unitară a originii universului.

## Contribuții științifice

Lumea văzută de Anaximandru

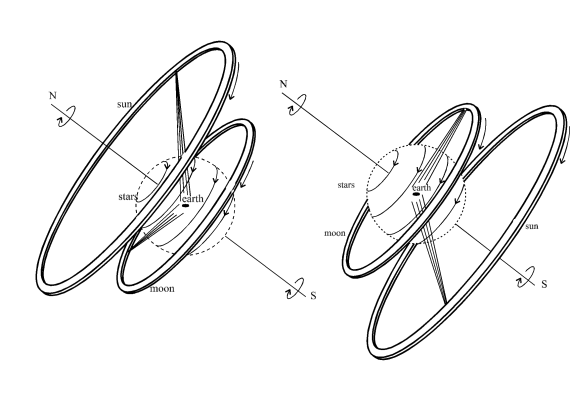
Modelul geocentric al lui Anaximandru. Prima imagine corespunde solstițiului de vară, iar a doua celui de iarnă.

În domeniul astronomiei, Anaximandru a fost preocupat de distanțele, mărimea și traiectoriile aștrilor. El a realizat primul ceas solar și un glob ceresc (cu pământul în centrul universului) destinat navigatorilor. Anaximandru era considerat de Eratostene întemeietorul geografiei științifice. Cea mai importantă contribuție a lui Anaximandru la teoria cosmologică a fost, fără îndoială, eliberarea sa de ideea că pământul are nevoie de un suport. Surse post-aristotelice susțin că Anaximandru credea în existența unui infinit număr de lumi și ceruri.
Teoria sa despre apariția vietăților și a omului, i-a determinat pe unii istorici să-l considere pe Anaximandru ca unul dintre precursorii evoluționismului, deși ideea enunțată de Anaximadru însuși este diferită. Astfel, el a afirmat că animalele au apărut din apă sau din mare (reiterare a principiului thalesian al umidității), dar omul "s-a născut întru început din viețuitoare de altă specie", deoarece "progeniturile altor animale, curând după ce s-au născut se hrănesc singure, în timp ce numai omul pretinde o îngrijire îndelungată" (Fr. A10). Ideea lui Anaximandru nu este prin urmare una de tip evoluționist, deoarece el spune că omul a fost născut ca om de către alte animale. Ceea ce întâlnim aici este mai degrabă o idee de tip "omul-lup".
Opiniile lui Anaximandru despre fenomenele meteorologice ne oferă un exemplu suplimentar al principiului său de consecvență, anume că evenimentele din această lume trebuie atribuite acțiunii permanente a acelorași forțe și procese care i-au determinat formarea la început.

## Scrieri
Din antichitate se enumeră ca titluri ale operelor lui Anaximandru: Despre natură, Descrierea Pământului, Stelele Fixe, Sfera.
Din opera lui Anaximandru s-au păstrat numai câteva citate, cele mai vechi texte de filosofie elenă ajunse până la noi.